# Mentha darvasica
Mentha darvasica là một loài thực vật có hoa trong họ Hoa môi. Loài này được Boriss. mô tả khoa học đầu tiên năm 1954.